# Elephant Spit
Der Elephant Spit ist eine 7 km lange Nehrung aus Sand und Kies, die das östliche Ende der Insel Heard im südlichen Indischen Ozean bildet. Nur wenige Bereiche liegen höher als 2 m, während andere vom Meer überspült werden. Sie endet im Spit Point. Infolge zunehmender Erosion ist das Objekt inzwischen segmentiert in die Insel Alert Island mit dem Spit Point, das Elephant Reef und den Alfred Point.
Benannt ist sie nach den See-Elefanten, welche die Nehrung in großer Zahl als Rastplatz aufsuchen.